# Благословенний шлях (Цілком таємно)

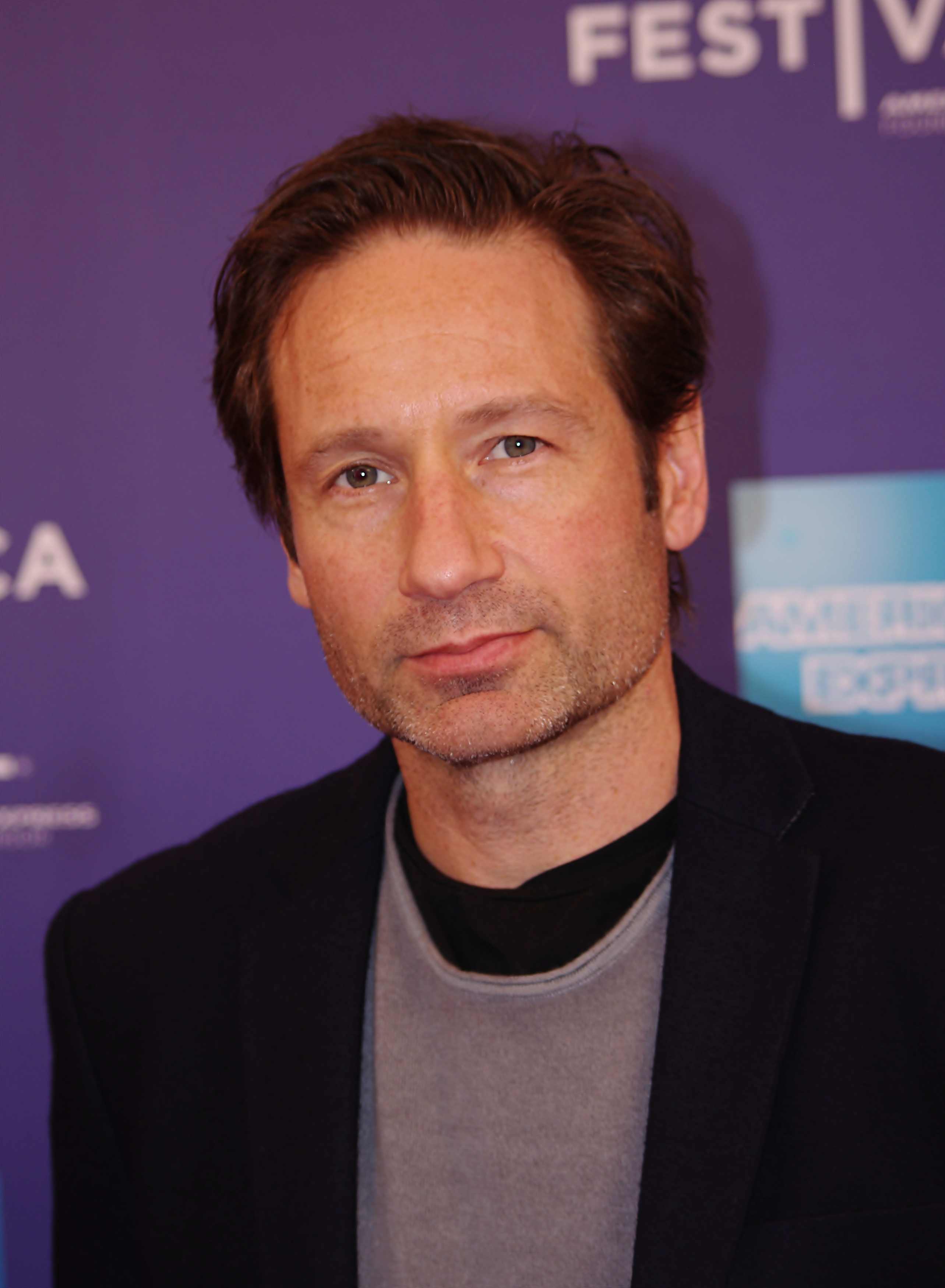

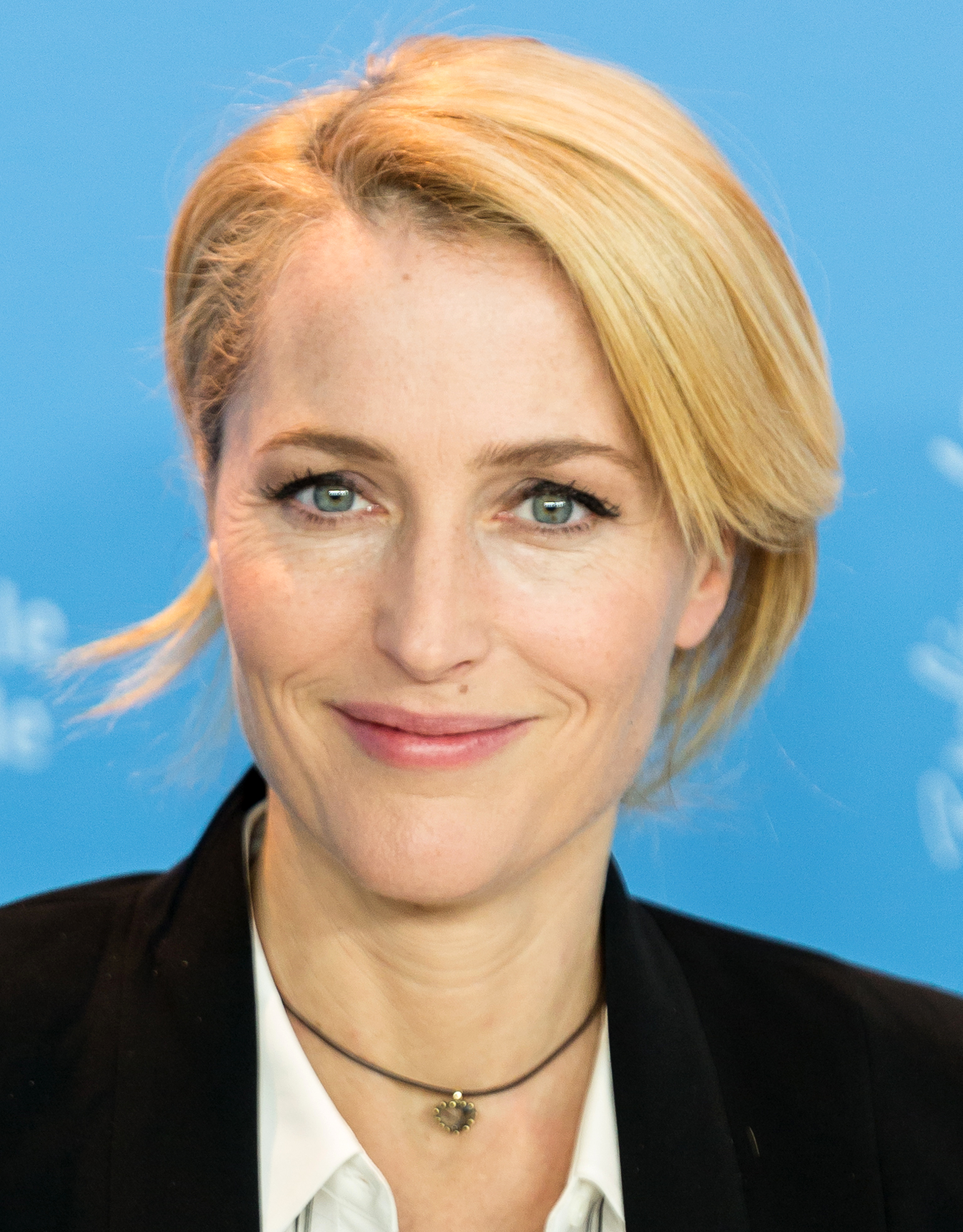

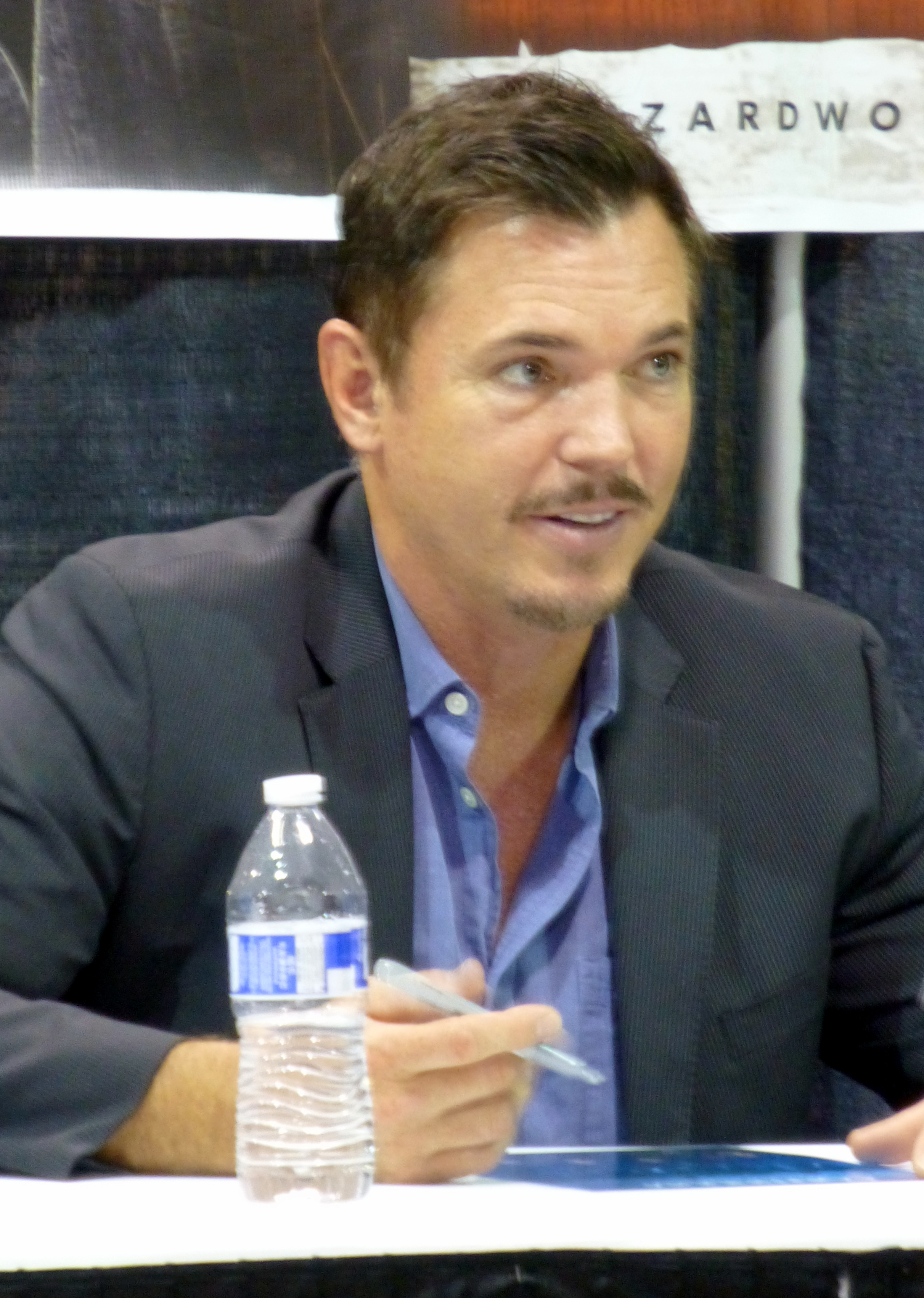

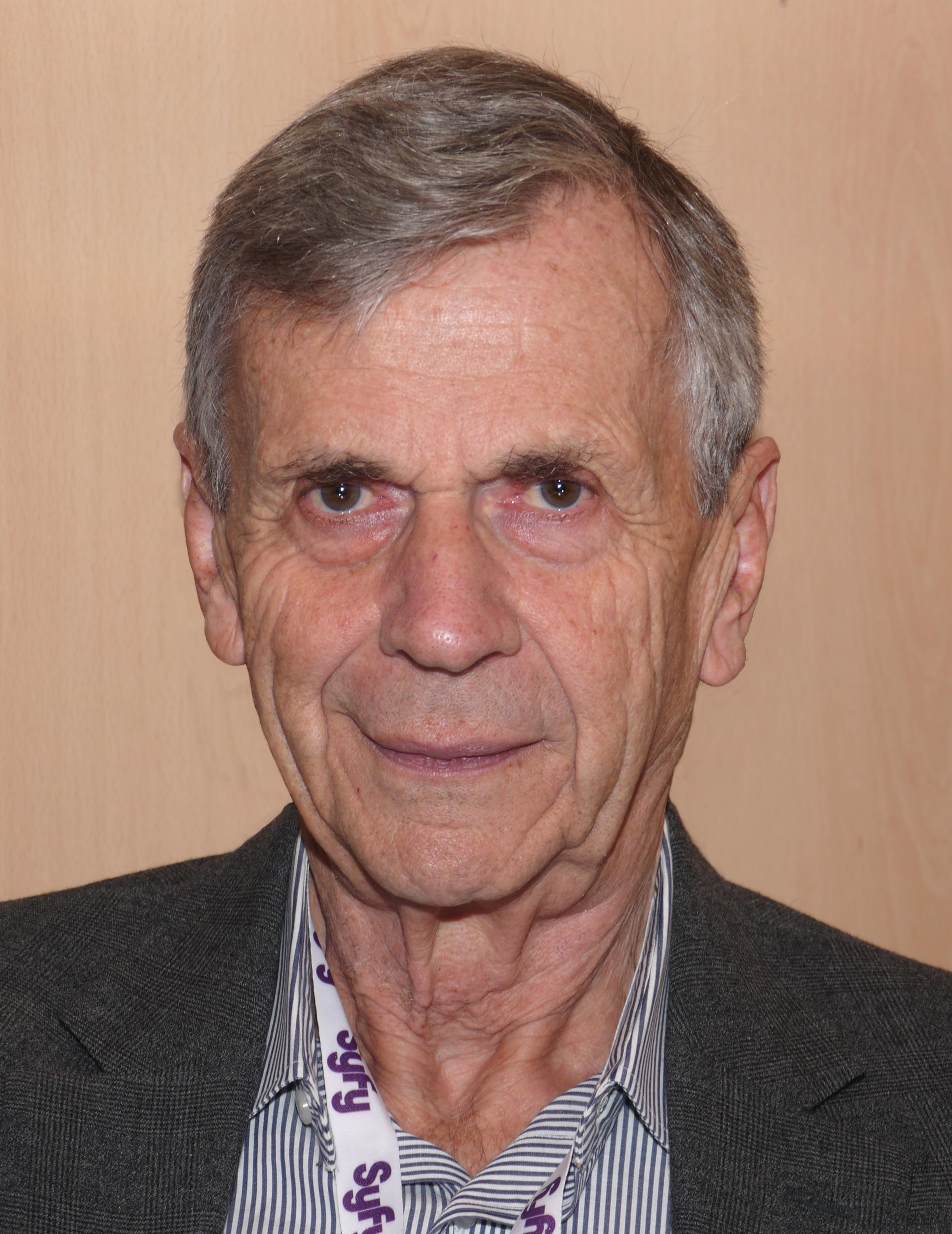

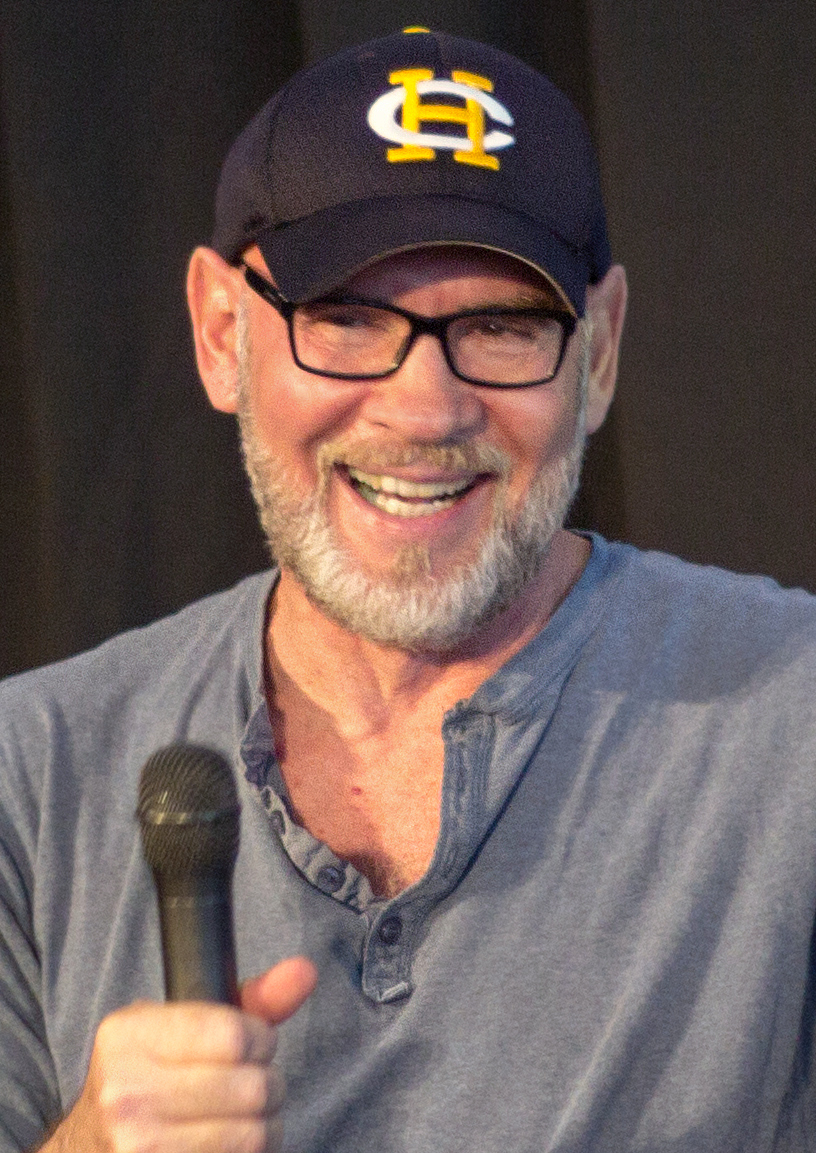

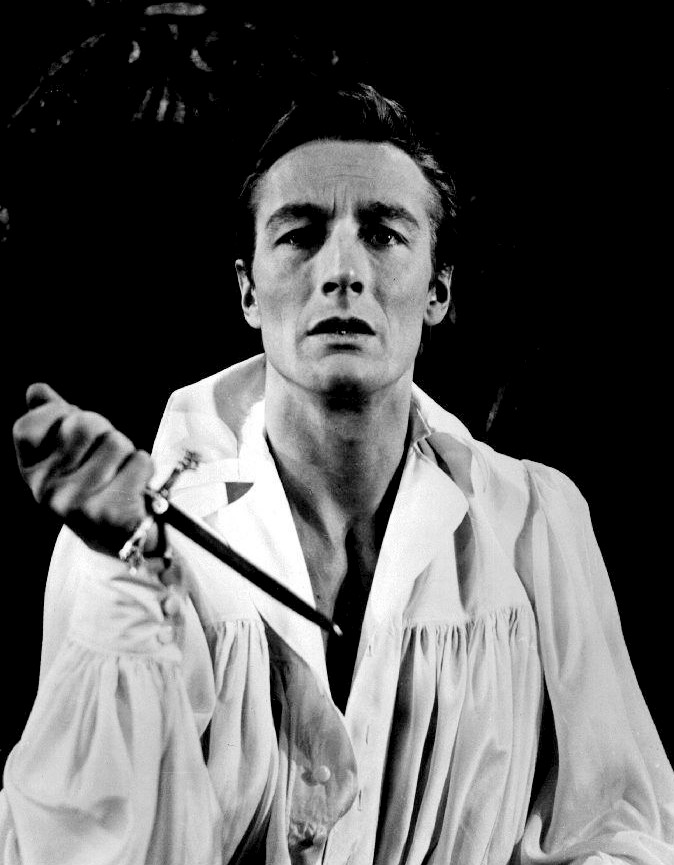

«Благословенний шлях» — перша серія третього сезону американського науково-фантастичного серіалу «Цілком таємно». Вперше була показана на телеканалі Фокс 22 вересня 1995 року. Сценарій до нього написав творець серіалу Кріс Картер, а режисером був Роберт Гудвін. Ця серія є однією з ключових в «міфології» серіалу. Ця серія отримала рейтинг Нільсена в 12.3 балів і її подивились 19.96 млн осіб. Епізод отримав змішані відгуки від критиків.
Серіал розповідає про двох агентів ФБР Фокса Малдера (роль виконав Девід Духовни) та Дейну Скаллі (роль виконала Джилліан Андерсон), які розслідують паранормальні випадки, що називають «файли X». В цій серії ледь живого агента Малдера знаходять індіанці і намагаються врятувати. Тим часом Скаллі виявляє мікрочип, імплантований в її тіло. «Благословенний шлях» є частиною трисерійного сюжету, який був початий в серії «Анасазі» і буде продовжений в серії «Скріпка». Кріс картер назвав цю серію найулюбленішою, з якою йому довелось працювати. В цій серії також були спецефекти. Продюсер по спецефектам Мет Бек сказав що бачення Малдером його батька та Глибокої горлянки було одним з найскладніших спецефектів сезону.

## Сюжет
В Ту-Грей-Хіллс, Нью-Мексико на Альберта Хостіна та його родину нападає армійський спецназ та вимагає сказати де знаходиться Малдер. Коли Скаллі їде на машині, чорний гелікоптер сідає на дорогу перед нею, з нього вибігає армійський спецназ та забирає в неї переклад документів з касети. Скаллі каже що касети в неї нема, вона в Малдера.
Коли Скаллі повернулась в Вашингтон, її відсторонили від роботи. Вона зайшла в кабінет Малдера, та побачила що касети там нема. Тим часом в місті Нью-Йорк Курець доповідає «синдикату», що Малдер мертвий. Хоча насправді його живого, але сильно пораненого знаходять індіанці під горою каменів. Індіанці заносять Малдера в вігвам і починають ритуал, який має вилікувати його. Під час цього Малдер бачить видіння його батька та Глибокої горлянки, які просять його продовжувати шукати правду.
Мелвін Фрохікі приходить до Скаллі та дає їй вирізку з газети про смерть Кенета Суни. Вона іде в штаб-квартиру ФБР щоб показати цю вирізку Скіннеру, думаючи, що це зможе зняти підозри з Малдера у вбивстві його батька. Але Скіннер відмовляється приймати цю вирізку до уваги і взагалі щось робити. Коли Скаллі входила в будівлю і коли виходила, металошукач зреагував на неї. Вона попросила охоронця перевірити її ручним металошукачем. Він спрацював над шиєю Скаллі. Вона пішла до лікаря і медик знайшов у її шиї шматок металу. Лікар дістав цей шматок і при розгляданні його в мікроскопі виявив, що це насправді мікрочип. Скаллі розповідає про це своїй сестрі Мелісі. Меліса переконує Дейну пройти процедуру гіпнозу, щоб згадати деталі її викрадення прибульцями. Скаллі починає проходити процедуру гіпнозу, але раптом їй стає надто страшно і вона припиняє сеанс. Коли вона повертається додому, то бачить як Скіннер виходить з її будинку. Дейна потім йому подзвонила, але Скіннер заперечував, що був в неї вдома.
Індіанці на четвертий день ритуалу зуміли повернути Малдера до життя. Уві сні Фокс приходить до Дейни та повідомляє — він повернувся до світу живих. Скаллі їде до Бостона щоб відвідати поховання батька Малдера. Після поховання до неї підходить член консорціуму (Добре доглянута людина) та попереджає, що її можуть вбити його партнери чи хтось з тих, кому Скаллі довіряє. Після цього матір Фокса, Тіна, заходить додому і бачить сина. Фокс показує їй старе фото членів консорціуму, серед яких і Білл Малдер, та просить її згадати хоч когось.
Меліса дзвонить Дейні та каже, що зараз приїде до неї. Одразу після цього ще хтось здвонить Скаллі, але одразу кладе трубку. Скаллі покидає дім і залишає Мелісі голосове повідомлення, що вона сама приїде до неї. Після того, як Скаллі вийшла з дому, до неї під'їхала машина Скіннера. Скаллі сідає в машину Скіннера і вони їдуть в дім Малдера. Тим часом Меліса заходить в дім Скаллі і її вбивають, переплутавши з Дейною. Коли Скаллі та Скіннер заходять в квартиру Малдера, Дейна бере Волтера на приціл, думаючи, що він збирається її вбити за наказом консорціуму. Скіннер каже Скаллі, що касета з документами в нього. Хтось проходить повз двері квартири Малдера і це відволікає Скаллі. Скіннер встигає дістати свій пістолет і тепер Дейна й Волтер сидять направивши пістолети один на одного.

## Створення
Творець серіалу Кріс Картер назвав цю серію найцікавішою з якою йому доводилось працювати. Йому здалось цікавим подивитись на реакцію Малдера після втрати батька, оскільки Картер сам недавно втратив одного з батьків. Сценарист Френк Спотніц сказав: «Очікування були дуже високими після паузи на все літо. Цікаво було дізнатися як Малдер виживе та вибереться з цієї надскладної ситуації. Ми знали що нам доведеться відповісти на це питання, але ми також залишили трохи інтриги, щоб глядачі чекали продовження з нетерпінням. Я також думав що всі ці індіанські трюки це великий ризик, люди могли погано сприйняти це». Кріс Картер відвідав реальні ритуали Навахо щоб показаний в серії ритуал був якомога точнішим, оскільки вчені, які вивчають звичаї Навахо, вказали йому на неточності в попередній серії. Був запрошений пісочний художник щоб він намалював два малюнки, показані під час ритуалу. Ця робота зайняла цілий день.

## Знімались
| Актор                            | Роль                   |
| -------------------------------- | ---------------------- |
| Девід Духовни                    | Фокс Малдер            |
| Джилліан Андерсон                | Дейна Скаллі           |
| Мітч Піледжі                     | Волтер Скіннер         |
| Флойд Вестерман «Червона Ворона» | Альберт Хостін         |
| Вільям Брюс Девіс                | Курець                 |
| Том Брейдвуд                     | Мелвін Фрогікі         |
| Ніколас Ліа                      | Алекс Крайчек          |
| Мелінда МакГроу                  | Мелісса Скаллі         |
| Шейла Ларкен                     | Маргарет Скаллі        |
| Джон Невілл                      | Добре доглянута людина |
| Ребекка Тулан                    | Тіна Малдер            |
| Дон С. Вільямс                   | Перший старійшина      |
| Джеррі Гардін                    | Глибока горлянка       |
| Пітер Донат                      | Вільям Малдер          |
| Альф Гамфріс                     | Марк Померанц          |